# 4550 Royclarke
4550 Royclarke este un asteroid din centura principală, descoperit pe 24 aprilie 1977 de Schelte Bus.